# Paul Aeby
Paul Aeby (Friburgo, 10 de setembro de 1910 - data da morte desconhecida) foi um futebolista suíço. Ele competiu na Copa do Mundo de 1938, sediada na França, na qual a seleção de seu país terminou na sexta colocação dentre os 15 participantes.